# يوهان هينريتش ماير (ناشر)
يوهان هينريتش ماير (بالألمانية: Johann Heinrich Meyer) هو ناشر ألماني، ولد في 2 مارس 1812 في مدينة براونشفايغ في ألمانيا، وتوفي في 4 نوفمبر 1863.